# Logis de Barroux
Le logis de Barroux est un manoir situé à Airvault, en France.

## Localisation
Le manoir est situé dans le département français des Deux-Sèvres, dans le hameau de Barroux, à Soulièvres, commune associée d'Airvault.
C'est un domaine où le logis, la chapelle, un pigeonnier et les dépendances, entourent une cour intérieure carrée.

## Historique
Le manoir de Barroux date des XVIe et XVIIe siècles. 
Au début du XVIIe siècle, Barroux échut dans la famille Boinard, et en 1634, la  seigneurie était passée à la famille de Rangot. Jeanne Boinard avait en effet épousé Gabriel de Rangot. Ils se sont maintenus à Barroux jusqu'à la Révolution, période à laquelle Barroux fut confisqué et vendu comme bien national. Quelque temps après, il fut racheté par Mlle de Rangot. Ensuite, Barroux passa à la famille de Maussabré qui garda  le logis jusqu'au milieu du XXe siècle.
L'édifice est inscrit au titre des monuments historiques le 5 décembre 1984.

## Galerie de photos

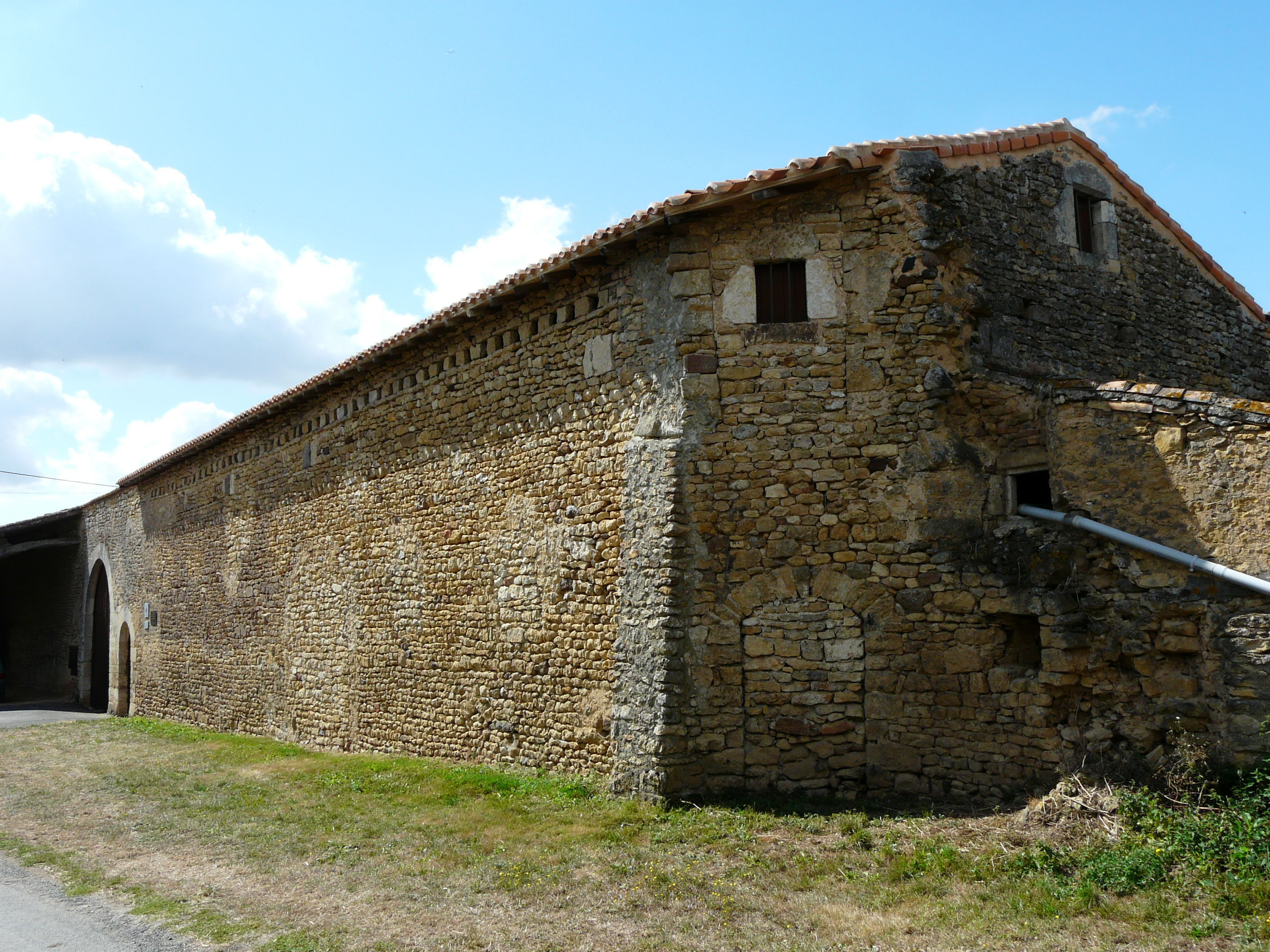
Dépendance du logis.
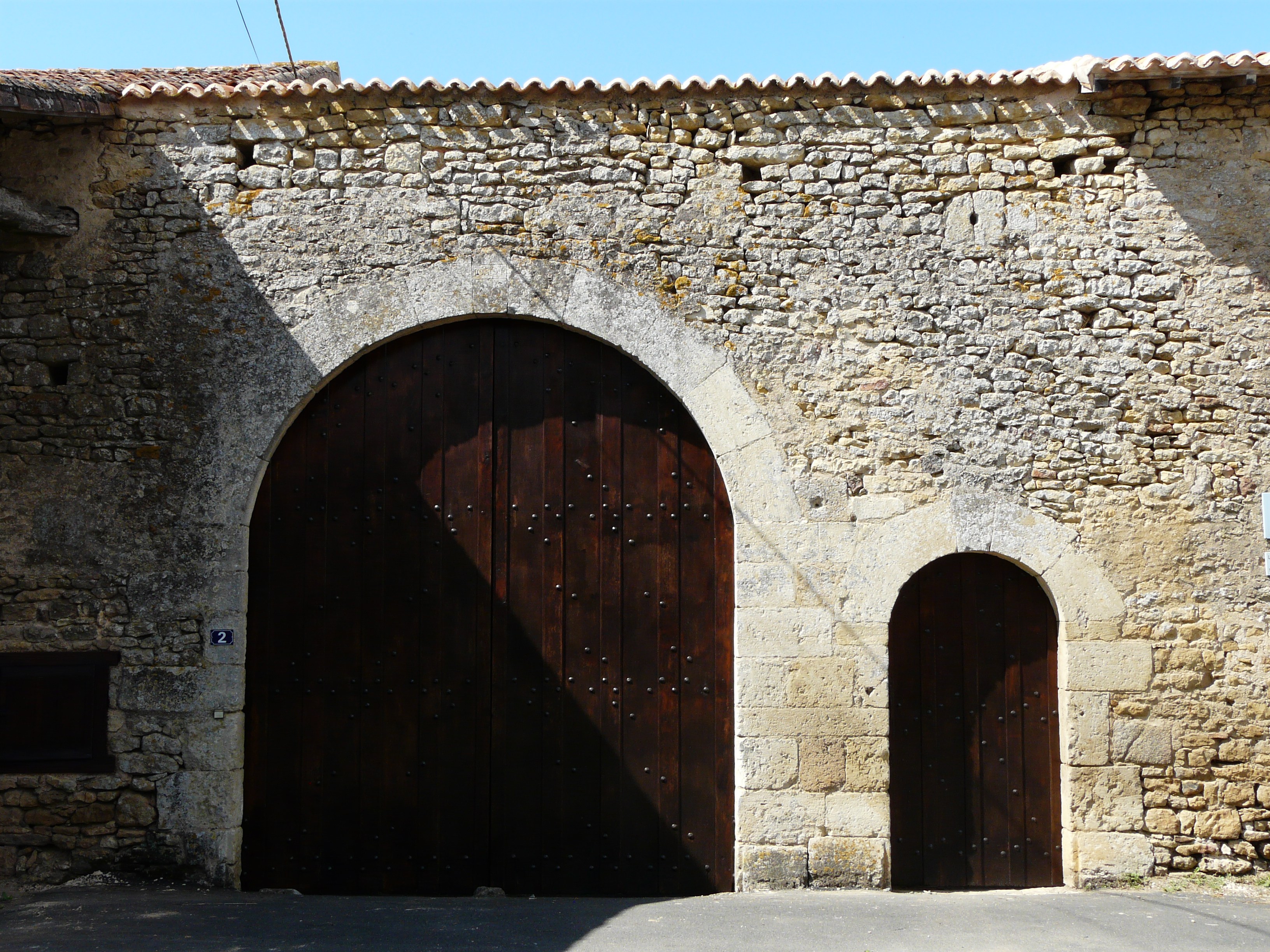
Le portail d'entrée.
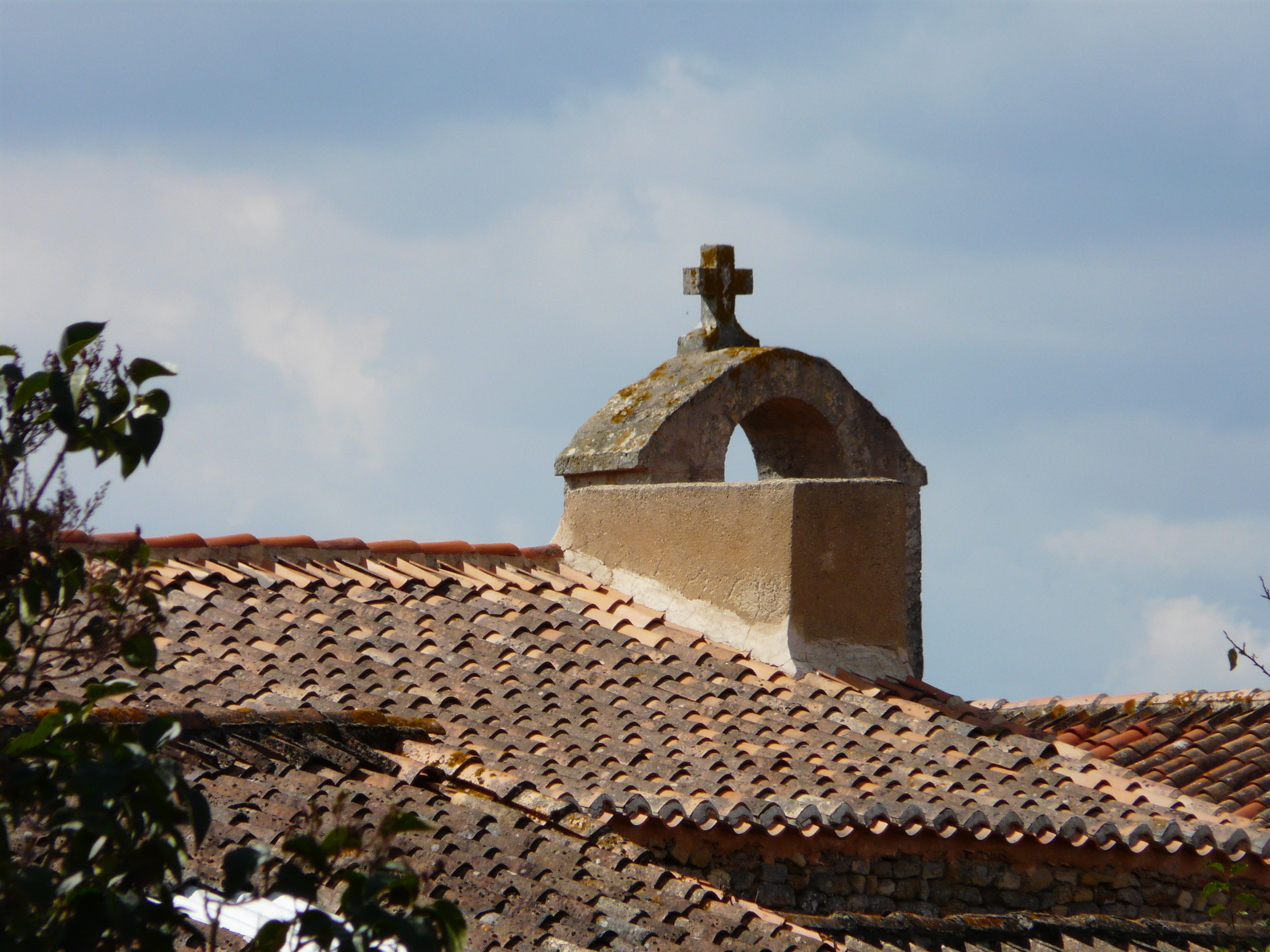
Le toit de la chapelle.